# Massacre de Dinant

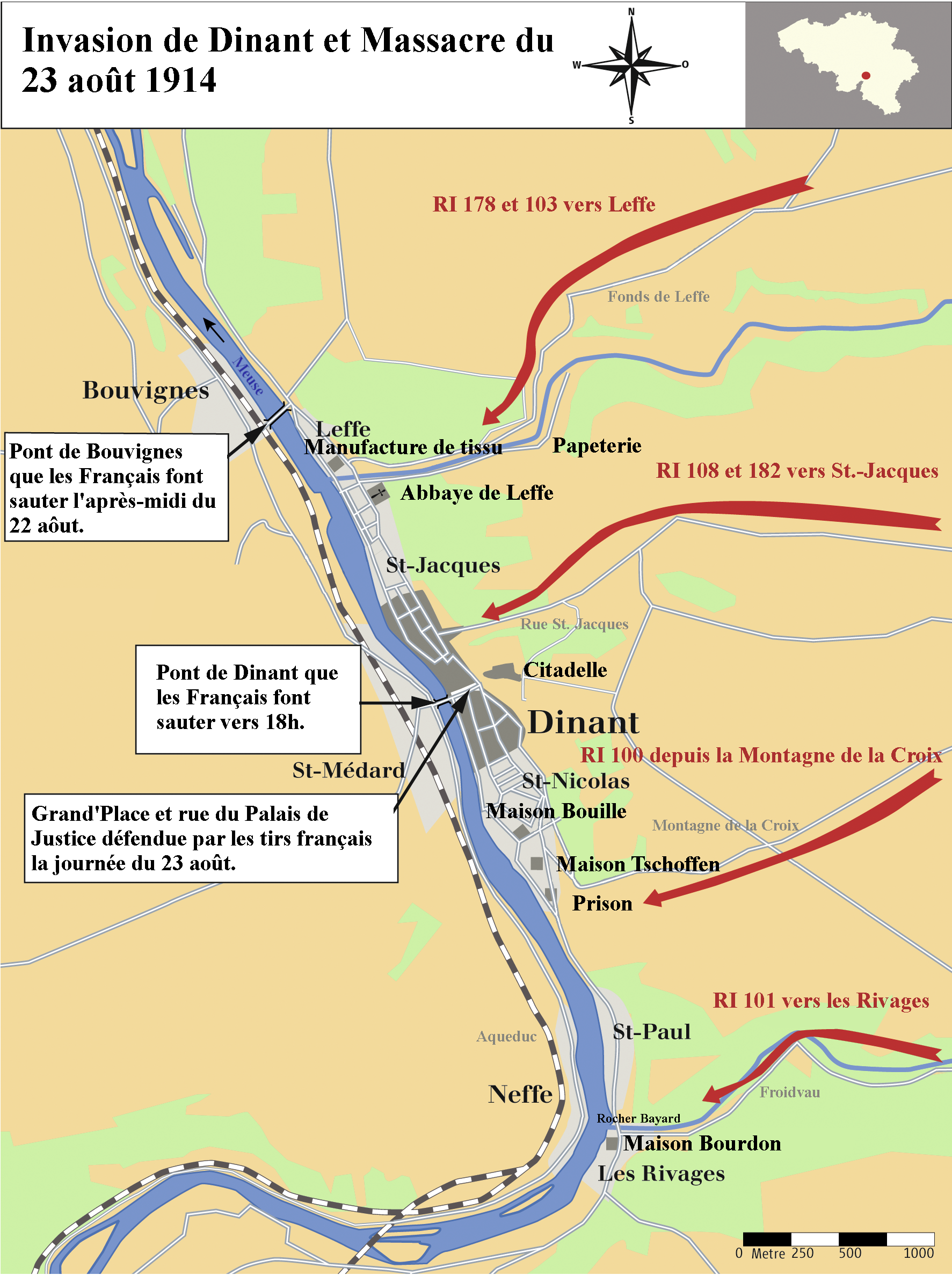
Mapa ilustrativo da ofensiva em Dinant em 23 de agosto de 1914.

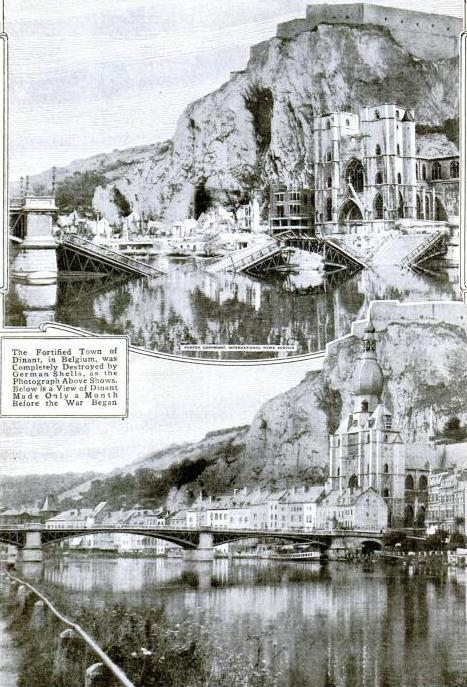
Dinant devastatada (no alto) e como era um mês antes da guerra (embaixo).

O Massacre de Dinant refere-se às execuções em massa de civis, e aos saques de Dinant, Neffe e Bouvignes-sur-Meuse, na Bélgica, perpetrados por tropas alemãs durante a Batalha de Dinant, que as opuseram aos franceses durante a Primeira Guerra Mundial.
Convencido de que os franco-atiradores estão escondidos entre a população civil, o Estado-Maior Alemão deu ordens para executar a população e incendiar as casas. Em 23 de agosto de 1914 e nos dias seguintes, 674 homens, mulheres e crianças foram executados por armas de fogo em diferentes partes da cidade. Dois terços das casas ficam em chamas. A população civil, desarmada desde 6 de agosto, havia sido comunicada a não se envolver na luta contra os invasores.
A Bélgica protesta vigorosamente e o público internacional é movido por ela, falando do "estupro da Bélgica". Essas atrocidades são objeto de negação há muito tempo; Somente em 2001 o governo alemão pediu desculpas oficialmente à Bélgica e aos descendentes das vítimas.

## Descrição
O terceiro exército alemão do comandante Max Klemens von Hausen está encarregado da invasão da Bélgica e da França em agosto de 1914, seguindo o Plano Schlieffen. Em 15 de agosto, os Regimentos da Saxônia nos. 11, 12 e 13 tentam forçar a passagem do rio Meuse na cidade de Dinant, sendo rejeitados pela artilharia do Quinto Exército francês na margem oposta do rio. Os franceses reconquistam a cidade horas depois, capturando algumas peças de artilharia alemã. Entre 16 e 20 de agosto, os franceses se fortalecem na margem esquerda do rio, levando a estação ferroviária e as principais fábricas. O contra-ataque alemão é limitado ao fogo de artilharia de longo alcance.
Em 20 de agosto, os Regimentos de Infantaria das Linhas 103, 177, 178 e 182, o Regimento de Fuzil 108, os Regimentos de Granadeiro 100 e 101 e os Batalhões de Caçador 11 e 12 marcham sobre a cidade. No dia seguinte, eles iniciam o assalto à cidade pela margem direita do rio, queimando alguns edifícios na noite do dia 21. No dia 22, os alemães ocuparam toda a margem direita do rio, iniciando a reconstrução das pontes sobre o rio Meuse.
Na manhã de 23 de agosto, engenheiros alemães que tentam reconstruir as pontes são atacados por artilharia francesa e fogo de fuzil. Alegando que a população civil tenta atacar o exército alemão, a retirada da cidade é ordenada e um bombardeio de artilharia que dura várias horas começa. Depois disso, os soldados alemães que começam a atirar em retaliação à população civil e saqueando a cidade retornam, causando um total de seiscentas e duas vítimas no mesmo dia. Entre 21 e 25 de agosto, seiscentos e setenta e quatro civis morreram nas mãos do exército alemão durante a captura da cidade.
Durante a guerra, o governo belga tenta, sem sucesso, abrir várias comissões internacionais de investigação, a fim de julgar violações da Lei do Povo cometida por exércitos alemães durante a invasão. Após a guerra, uma comissão do Reichstag liderada pelo professor Meurer publica um relatório sobre a lenda dos atiradores de elite de Dinant (1929) que tenta justificar a morte de civis na cidade. O prefeito de Dinant confia sua própria investigação a Dom Norbert Nieuwland e Maurice Tschoffen, que publicam suas conclusões no mesmo ano, negando a existência de civis combatendo o exército invasor.
Na realidade, a ocupação de Dinant, como a de Lovaina, fazia parte da estratégia alemã que buscava garantir a cooperação da população civil belga com medo de represálias.